# Europaparlamentsvalet i Bulgarien 2009
Europaparlamentsvalet i Bulgarien 2009 ägde rum söndagen den 7 juni 2009. Knappt 6,7 miljoner personer var röstberättigade i valet om de 17 mandat som Bulgarien hade tilldelats innan valet. I valet tillämpade landet ett valsystem med partilistor, Hare-Niemeyers metod och en spärr på 5 procent för småpartier. Bulgarien var inte uppdelat i några valkrestar, utan fungerade som en enda valkrets i valet. Till skillnad från övriga medlemsstater, hade Bulgarien och Rumänien hållit extrainsatta Europaparlamentsval (valet i Bulgarien och valet i Rumänien) under 2007, eftersom de två staterna anslöt sig till Europeiska unionen mitt under en valperiod.
Valets vinnare var liberalkonservativa Medborgare för Bulgariens europeiska utveckling (GERB), som gick framåt ett par procenenheter och åter säkrade positionen som största parti. Framgången var dock inte tillräckligt stor för att ge utslag i mandatfördelningen. Samtidigt backade Bulgariska socialistpartiet och förlorade ett av sina fem mandat som partiet hade vunnit i valet 2007. Även det liberala partiet Rörelsen för rättigheter och friheter och det nationalistika Ataka backade och miste varsitt mandat. Däremot gick Nationella rörelsen för stabilitet och framsteg framåt och vann två mandat, ett mer än i valet 2007. Blåa koalitionen vann sitt första mandat i Europaparlamentet, och var endast några hundra röster ifrån att knipa ytterligare ett mandat.
Valdeltagandet hamnade på 38,92 procent, en kraftig ökning med nästan tio procentenheter jämfört med valet 2007. Det var dock fortfarande under snittet för hela Europaparlamentsvalet 2009. Jämförelsevis uppgick valdeltagandet till över 60 procent i valet till Bulgariens parlament en månad senare.

## Valresultat
|                                                                                               |         |  |           |        |
|                                                                                               | Andel   |  | Antal     | Mandat |
| Medborgare för Bulgariens europeiska utveckling                                               | 24,36 % |  | 627 693   | 5      |
| Medborgare för Bulgariens europeiska utveckling                                               | +2,68 % |  | +207 692  | ±0     |
| Bulgariska socialistpartiet                                                                   | 18,50 % |  | 476 618   | 4      |
| Bulgariska socialistpartiet                                                                   | –2,91 % |  | +61 832   | –1     |
| Rörelsen för rättigheter och friheter                                                         | 14,14 % |  | 364 197   | 3      |
| Rörelsen för rättigheter och friheter                                                         | –6,12 % |  | –28 453   | –1     |
| Ataka                                                                                         | 11,96 % |  | 308 052   | 2      |
| Ataka                                                                                         | –2,24 % |  | +32 815   | –1     |
| Nationella rörelsen för stabilitet och framsteg                                               | 7,96 %  |  | 205 146   | 2      |
| Nationella rörelsen för stabilitet och framsteg                                               | +1,69 % |  | +83 748   | +1     |
| Blåa koalitionen                                                                              | 7,95 %  |  | 204 817   | 1      |
| Blåa koalitionen                                                                              | –1,14 % |  | +28 596   | +1     |
| Övriga partier och kandidater                                                                 | 15,13 % |  | 389 911   | 0      |
| Övriga partier och kandidater                                                                 | +8,04 % |  | +252 508  | ±0     |
| Ogiltiga och blanka röster                                                                    | 0,97 %  |  | 25 245    | 0      |
| Ogiltiga och blanka röster                                                                    | +0,06 % |  | +7 475    | ±0     |
| Valdeltagande                                                                                 | 38,92 % |  | 2 601 679 | 17     |
| Valdeltagande                                                                                 | +9,70 % |  | +646 213  | –1     |
| Antal röstberättigade 6 684 770 06 EPP 04 S&D 05 ALDE 00 G/EFA 00 ECR 00 GUE/NGL 00 EFD 02 NI |         |  |           |        |